# Петровский сельсовет (Башкортостан)
Петровский сельсовет — муниципальное образование в Ишимбайском районе Башкортостана.
Административный центр — село Петровское.

## История

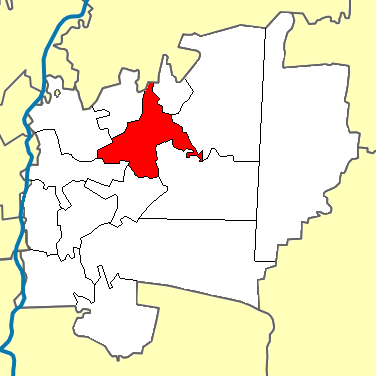
Петровский сельсовет на карте Ишимбайского района

Согласно закону «О границах, статусе и административных центрах муниципальных образований в Республике Башкортостан» имеет статус сельского поселения.
В соответствии с законом РБ «Об изменениях в административно-территориальном устройстве Республики Башкортостан в связи с объединением отдельных сельсоветов и передачей населённых пунктов» сельское поселение Васильевский сельсовет было включено в Петровский сельсовет.
«25) по Ишимбайскому району: 

<...> 

б) объединить Петровский и Васильевский сельсоветы с сохранением наименования „Петровский“ с административным центром в селе Петровском. 

Включить село Васильевка, деревни Алмалы, Гумерово Васильевского сельсовета в состав Петровского сельсовета. 

Утвердить границы Петровского сельсовета согласно представленной схематической карте. 

Исключить из учётных данных Васильевский сельсовет».

## Население
| 2002  | 2009  | 2010  | 2012  | 2013  | 2014  | 2015  |
| ----- | ----- | ----- | ----- | ----- | ----- | ----- |
| 5144  | ↗5531 | ↘4827 | ↘4798 | ↘4688 | →4688 | ↘4550 |
| 2016  | 2017  | 2018  |       |       |       |       |
| ↘4493 | ↘4407 | ↘4288 |       |       |       |       |

## Состав сельского поселения
| №  | Населённый пункт | Тип населённого пункта       | Население |
| -- | ---------------- | ---------------------------- | --------- |
| 1  | Петровское       | село, административный центр | ↘2580     |
| 2  | Васильевка       | село                         | ↘729      |
| 3  | Тимашевка        | деревня                      | ↘385      |
| 4  | Гумерово         | деревня                      | ↘379      |
| 5  | Арметрахимово    | деревня                      | ↘315      |
| 6  | Бердышла         | деревня                      | ↘212      |
| 7  | Ишимово          | деревня                      | ↘89       |
| 8  | Алмалы           | деревня                      | ↘73       |
| 9  | Павловка         | деревня                      | ↘40       |
| 10 | Калмаково        | деревня                      | ↘24       |
| 11 | Солёный          | хутор                        | 1         |

### Упразднённые населённые пункты
В 1979 году из сельсовета был исключён выселенный посёлок Алексеевский.